# Saint-Jouan-des-Guérets
 Saint-Jouan-des-Guérets  es una población y comuna francesa, situada en la región de Bretaña, departamento de Ille y Vilaine, en el distrito de Saint-Malo y cantón de Saint-Malo-Sud.

## Demografía
| 1023 | 1025 | 1236 | 1406 | 2221 | 2484 |
| Para los censos de 1962 a 1999 la población legal corresponde a la población sin duplicidades (Fuente: INSEE [Consultar]) |      |      |      |      |      |